# Kloster Gudum
Gudum Kloster ist ein ehemaliges Nonnenkloster im Nordwesten von Jütland in Dänemark. Es befindet sich in Gudum 10,5 km nordwestlich von Struer in der Gemeinde Lemvig in der Region Midtjylland. Seit der Reformation ist es ein Herrenhaus. 

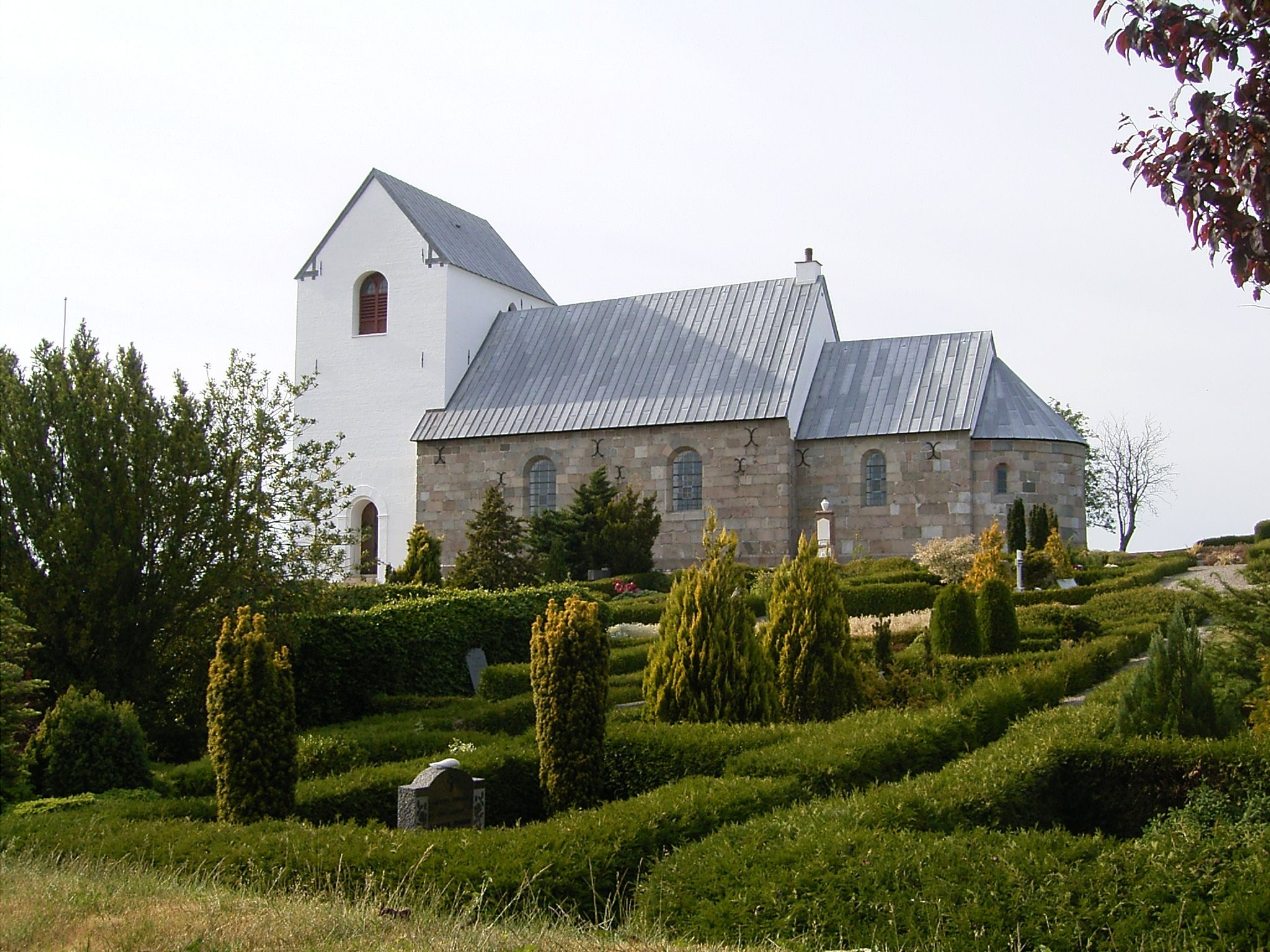
Kirche von 1492

Das Kloster der Benediktinerinnen gehört zu den ältesten in Dänemark und wird zum ersten Mal in einem Testament von 1268 in der Regierungszeit König  Erik V. Klipping erwähnt. Der Name „Gudum“ bedeutet Götterheim und stammt aus der Wikingerzeit (800–1050 n. Chr.), wo der Ort Thingbezirk war. 
Die Kirche wurde 1350 im gotischen Stil neu aufgebaut. Im Jahr 1484 hatte die Sturmflut „Capella“ die Klosterkirche und mehrere andere Gebäude zerstört. Vom Bischof Hartwig Juel in Ribe erhielten die Nonnen den Auftrag, die Pfarrkirche wieder aufzubauen und ein Kloster zu errichten, das 1492 unter dem Namen St. Thomas Vigilie geweiht wurde. In diesem Zusammenhang wurde die Pfarr- zur Abteikirche umgebaut. 
Eigentümer von Gudum Kloster:
- (ca. 1260–1536) Benediktinerorden
- (1536–1717) dänische Krone
- (1717–1732) Andreas Rask
- (1732–1751) Mads Staby
- (1751–1757) Johan Frederik Wedel (Schwiegersohn)
- (1757–1762) Lars Johan Jelstrup
- (1762–1784) Christen Olesen
- (1784–1821) Iver Olesen (Sohn)
- (1821–1851) Christen Olesen (Sohn)
- (1851–1880) Iver Olesen (Sohn)
- (1880–1907) Peder Olesen (Sohn)
- (1907–1909) Christian Ligaard
- (1909–1923) K. Rasmussen
- (1923–1939) Slægten Rahbæk
- (1939–   ?) L. B. Rahbæk